# Chipre en los Juegos Olímpicos de París 2024
Chipre estuvo representado en los Juegos Olímpicos de París 2024 por un total de 16 deportistas que compitieron en 8 deportes. Responsable del equipo olímpico es el Comité Olímpico Chipriota, así como las federaciones deportivas nacionales de cada deporte con participación.
Los portadores de la bandera en la ceremonia de apertura fueron los atletas Milan Trajković y Elena Kulichenko.

## Medallistas
El equipo olímpico de Chipre obtuvo las siguientes medallas:
| Nombre          | Deporte | Competición |
| --------------- | ------- | ----------- |
| Oro             |         |             |
| —               |         |             |
| Plata           |         |             |
| Pavlos Kontidis | Vela    | Laser M     |
| Bronce          |         |             |
| —               |         |             |